# 索勛
索勛（？—894年），是唐朝末年归义军节度使张议潮的女婿。大顺元年（890年）二月廿二，索勋发动政变，杀张义潮的侄子归义军节度使张淮深夫妻和六子
，拥立张议潮的亲子張淮鼎为归义军节度使。两年后，张淮鼎死，索勋没有扶立张淮鼎的儿子張承奉，而是自立为归义军节度使。这引起了张议潮第十四女、李明振之妻张氏（索勛的小姨子）的不满，于乾宁元年（894年），派三个儿子杀死索勛，拥立張承奉为归义军节度使。
有学者认为索勋没有杀张淮深：
1. 索勋没有杀张淮深，张淮深的死是由于派兵追随静难节度使朱玫立李煴。[4]
2. 张议潮的亲子张淮鼎杀死了张淮深，与索李两家没有关系。[5]
3. 认为张淮深的儿子张延兴、张延嗣杀死了张淮深和异母兄弟张延晖、张延礼六兄弟及张淮深大夫潁川郡陈氏。然后扶立张淮深的异母兄弟张淮鼎主政。[6]
4. 归义军内部以张文彻为首的反对派杀死张淮深及其一家，企图夺权，李明振之妻张氏清除了反对派，拥立張承奉。[7]